# Дубинушка (журнал)
«Дубинушка» — русский литературно-художественный сатирический малотиражный журнал, издававшийся в Рыбинске на типо-литографии А. Я. Деминева в 1906 году.
Редактором и одновременно издателем выступал С. М. Проскурин, сумевший привлечь в журнал, среди прочих, известных общественных деятелей Ярославской губернии того времени — В. М. Михеева и А. Е. Ноздрина. В коллективе журнала состояли Н. Е. Воронцов; И. П. Кинсбург; Андрей Лаптев (псевдоним); С. А. Овсяников; Е. А. Сырейщикова; С. А. Сырейщиков; А. П. Чубаров.
Восьмистраничная «Дубинушка» имела сходные с «Ярославской колотушкой» формат, метод подачи материала, структуру изложения, стиль оформления.
Обложка журнала выполнялась в виде карикатуры, намекавшей на общественные и политические события, как в Ярославской губернии, так и в России. Карикатуры встречаются в журнале повсеместно, но не носят персонифицированный характер. Основными объектами карикатур являются абстрактные темы: чиновничество, жандармерия, экономическая нестабильность, цензура.
Авторами карикатур являются сотрудничавшие с журналом:
Макс (псевдоним) — Максимилиан Владимирович Несытов, подписывавший свои работы «М. Н.», «Н. М.», «Максъ», «М. Несытов».
Миша Седенький (псевдоним) — вероятно это был, сотрудничавший с «Ярославской колотушкой» Михаил Владимирович Машков, оставлявший на её страницах авторскую подпись «М.» и наиболее вероятно подписи «М. С.», «Миша Седенький», «Саша Черненький». Однако, данные подписи для карикатур «Дубинушки» не использованы. Вместо них, разово использована авторская подпись «Ваня Черненький» («Дубинушка» № 1, стр. 1), которая может принадлежать как самому М. В. Машкову, так и брату его жены Александры Михайловны Кнопф — художнику Ивану Михайловичу Кнопфу.
Под вопросом остаётся принадлежность авторской подписи «Б. Вятич».
Вторая и третья страницы журнала заполнялись фельетонами и стихотворениями на политическую тему.
На четвёртой странице располагалась рубрика «Сказочка». Здесь помещались стилизованные под сказку памфлеты.
Пятая страница журнала преимущественно содержала «пословицы», «басни»
и «песенки» политического окраса.
Шестая и седьмая страницы посвящались событиям, происходившим в Рыбинске и его окрестностях. Рубрики: «телефонограммы» (единично), «почтовый ящик», «местные типы», «из шекснинских мотивов».
Последняя страница содержала блоки рекламного характера, включавшие в себя рекламу печатных изданий. В нескольких номерах журнала, на этой странице помещалась вместо рекламы, карикатура и сведения об авторском коллективе журнала.
Всего известно семь изданных номеров журнала, однако возможно их было больше, последний номер журнала точно не установлен.
Сведений о возбуждённых цензорских делах, в отношении редактора-издателя С. М. Проскурина не имеется.